# Coppa Italia Dilettanti Piemonte-Valle d'Aosta
La Coppa Italia Dilettanti Piemonte-Valle d'Aosta è il massimo torneo calcistico a eliminazione diretta delle regioni Piemonte e Valle d'Aosta. Istituito nel 1991-1992, consente al vincitore di partecipare alla fase nazionale della Coppa Italia Dilettanti, la cui vincitrice viene promossa in Serie D.

## Formula
I trentasei club di Eccellenza Piemonte-Valle d'Aosta vengono divisi, secondo criteri geografici, in dodici gironi da tre squadre: passano al secondo turno le vincitrici di ogni girone.
Le dodici vincitrici vengono divise in quattro gironi da tre squadre: passano in semifinale le vincitrici di ogni girone. Ogni squadra disputa, in ogni turno, due gare di sola andata: sono assegnati tre punti per la vittoria, uno per il pareggio e zero per la sconfitta.
Le due semifinali si giocano in gare d'andata e ritorno.
La finale si gioca in gara unica in campo neutro.

## Albo d'oro
| Stagione  | Vincitrice                 | Finalista                  | Risultato                  | Luogo                         | Coppa Italia Dilettanti    |
| --------- | -------------------------- | -------------------------- | -------------------------- | ----------------------------- | -------------------------- |
| 1991-1992 | Pinerolo                   | Mathi                      | 2-1                        | Alpignano                     | 1º Turno                   |
| 1992-1993 | Chieri                     | Moncalieri, Sunese         | Triangolare                | Chieri, Moncalieri, Suno      | 1º turno                   |
| 1993-1994 | Ivrea                      | Casale                     | 2-0; 0-2; 4-3 d.c.r.       | Casale Monferrato, Ivrea      | 1º turno                   |
| 1994-1995 | Asti                       | Ivrea                      | 3-0                        | Alpignano                     | 1º turno                   |
| 1995-1996 | Alpignano                  | Acqui                      | 1-2; 2-0                   | Acqui Terme, Alpignano        | Semifinale                 |
| 1996-1997 | Ivrea                      | Chieri                     | 2-0; 1-0                   | Chieri, Ivrea                 | Finalista                  |
| 1997-1998 | Lascaris                   | Novese                     | 1-1; 1-0                   | Novi Ligure, Pianezza         | Quarti di finale           |
| 1998-1999 | Moncalieri                 | Volpiano                   | 2-0; 1-2                   | Moncalieri, Volpiano          | Vincitore                  |
| 1999-2000 | Gravellona                 | Pinerolo                   | 3-3; 2-0                   | Gravellona Toce, Pinerolo     | Semifinale                 |
| 2000-2001 | Mathi                      | Ovada                      | 4-0                        | Cambiano                      | 1º turno                   |
| 2001-2002 | Arona                      | Pinerolo                   | 3-1                        | San Giorgio Canavese          | Semifinale                 |
| 2002-2003 | Derthona                   | Giaveno                    | 5-3                        | Asti                          | Finalista                  |
| 2003-2004 | Derthona                   | Rivarolese                 | 1-0                        | Vercelli                      | Semifinale                 |
| 2004-2005 | Nova Colligiana Asti       | Pinerolo                   | 1-0                        | Torino                        | Semifinale                 |
| 2005-2006 | Settimo                    | Sale Piovera               | 2-0                        | Vercelli                      | 1º turno                   |
| 2006-2007 | Novese                     | Rivoli                     | 2-0; 1-0                   | Novi Ligure, Rivoli           | 1º turno                   |
| 2007-2008 | Pro Settimo & Eureka       | Bra                        | 1-0; 2-2                   | Bra, Settimo Torinese         | Finalista                  |
| 2008-2009 | Acqui                      | Borgosesia                 | 1-1; 2-1                   | Acqui, Borgosesia             | 1º turno                   |
| 2009-2010 | Santhià                    | Lucento                    | 1-0                        | Fossano                       | 1º turno                   |
| 2010-2011 | Pro Settimo & Eureka       | Real Cureggio              | 2-2; 5-2 d.t.s.            | Biella                        | 1º turno                   |
| 2011-2012 | Verbania                   | Sciolze                    | 0-0; 4-3 d.c.r.            | Santhià                       | Semifinale                 |
| 2012-2013 | Pro Settimo & Eureka       | Baveno                     | 1-0                        | Cossato                       | Semifinale                 |
| 2013-2014 | Pro Settimo & Eureka       | Saluzzo                    | 2-1                        | Novarello - Villaggio Azzurro | Quarti di finale           |
| 2014-2015 | Gozzano                    | Orizzonti United           | 1-0                        | Novarello - Villaggio Azzurro | 1º turno                   |
| 2015-2016 | Alpignano                  | Casale                     | 3-2                        | Novarello - Villaggio Azzurro | 1º turno                   |
| 2016-2017 | Borgaro                    | Borgovercelli              | 2-0                        | Venaria Reale                 | 1º turno                   |
| 2017-2018 | Pro Dronero                | Baveno                     | 0-0; 6-5 d.c.r.            | Vinovo                        | 1º turno                   |
| 2018-2019 | Canelli                    | Borgomanero                | 1-0                        | Trino                         | Quarti di finale           |
| 2019-2020 | Chisola                    | Baveno                     | 2-1 d.t.s.                 | Novarello - Villaggio Azzurro |                            |
| 2020-2021 | Annullata (causa COVID-19) | Annullata (causa COVID-19) | Annullata (causa COVID-19) | Annullata (causa COVID-19)    | Annullata (causa COVID-19) |
| 2021-2022 | Alba                       | Borgaro                    | 3-1 d.t.s.                 | Vinovo                        | 1º turno                   |
| 2022-2023 | Alba                       | Volpiano                   | 2-0                        | Moretta                       | 1º turno                   |
| 2023-2024 | Saluzzo                    | Pro Novara                 | 3-0                        | Orbassano                     | 1º turno                   |
| 2024-2025 | Alba                       | Luese Cristo               | 2-0                        | Vinovo                        | 1º Turno                   |

### Edizioni vinte per squadra
| Squadra              | Titoli | Stagioni                                   |
| -------------------- | ------ | ------------------------------------------ |
| Pro Settimo & Eureka | 4      | 2007-2008, 2010-2011, 2012-2013, 2013-2014 |
| Alba                 | 3      | 2021-2022, 2022-2023, 2024-2025            |
| Ivrea                | 2      | 1993-1994, 1996-1997                       |
| Alpignano            | 2      | 1995-1996, 2015-2016                       |
| Derthona             | 2      | 2002-2003, 2003-2004                       |
| Pinerolo             | 1      | 1991-1992                                  |
| Chieri               | 1      | 1992-1993                                  |
| Asti                 | 1      | 1994-1995                                  |
| Lascaris             | 1      | 1997-1998                                  |
| Moncalieri           | 1      | 1998-1999                                  |
| Gravellona           | 1      | 1999-2000                                  |
| Mathi                | 1      | 2000-2001                                  |
| Arona                | 1      | 2001-2002                                  |
| Nova Colligiana Asti | 1      | 2004-2005                                  |
| Settimo              | 1      | 2005-2006                                  |
| Novese               | 1      | 2006-2007                                  |
| Santhià              | 1      | 2009-2010                                  |
| Verbania             | 1      | 2011-2012                                  |
| Gozzano              | 1      | 2014-2015                                  |
| Borgaro              | 1      | 2016-2017                                  |
| Pro Dronero          | 1      | 2017-2018                                  |
| Canelli              | 1      | 2018-2019                                  |
| Chisola              | 1      | 2019-2020                                  |
| Saluzzo              | 1      | 2023-2024                                  |